# Les Adjots
Les Adjots é uma comuna francesa na região administrativa da Nova Aquitânia, no departamento de Charente. Estende-se por uma área de 10,94 km². Em 2010 a comuna tinha 530 habitantes (densidade: 48,4 hab./km²).